# نورمان براون (لاعب كرة قاعدة)
نورمان براون (بالإنجليزية: Norm Brown)‏ هو لاعب كرة قاعدة أمريكي، ولد في 1 فبراير 1919 في Evergreen, Tatums Township, Columbus County, North Carolina ‏ في الولايات المتحدة، وتوفي في 31 مايو 1995 في بينتسفيل في الولايات المتحدة.

## وصلات خارجية
- نورمان براون على موقعبيزبول رفرنس.كوم (الدوري الرئيسي) (الإنجليزية)
- نورمان براون على موقعبيزبول رفرنس.كوم (الدوري الثانوي) (الإنجليزية)
- نورمان براون على موقع مشجعي الرسوم البيانية (الإنجليزية)